# Tramelan
Tramelan (toponimo francese; in tedesco Tramlingen, già Tremlingen) è un comune svizzero di 4 595 abitanti del Canton Berna, nella regione del Giura Bernese (circondario del Giura Bernese).

## Geografia fisica
È collegato a Saint-Imier attraverso il Col du Mont Crosin.

## Storia
Il comune di Tramelan è stato istituito il 1º gennaio 1952 con la fusione dei comuni soppressi di Tramelan-Dessous e Tramelan-Dessus.

## Monumenti e luoghi d'interesse
- Chiesa riformata (già di Sant'Imerio), ricostruita nel 1843-1844[1];
- Chiesa cattolica di San Michele, eretta nel 1910[1].

## Società

### Evoluzione demografica
L'evoluzione demografica è riportata nella seguente tabella:
Abitanti censiti

## Cultura
Ospita il festival del fumetto "Tramlabulle".

## Geografia antropica

### Frazioni
Le frazioni di Tramelan sono:
- Le Cernil
- Les Reussilles
- Montbautier[senza fonte]
- Tramelan-Dessous
- Tramelan-Dessus

## Economia
Vi ha sede la fabbrica di orologi Armand Nicolet.

## Infrastrutture e trasporti

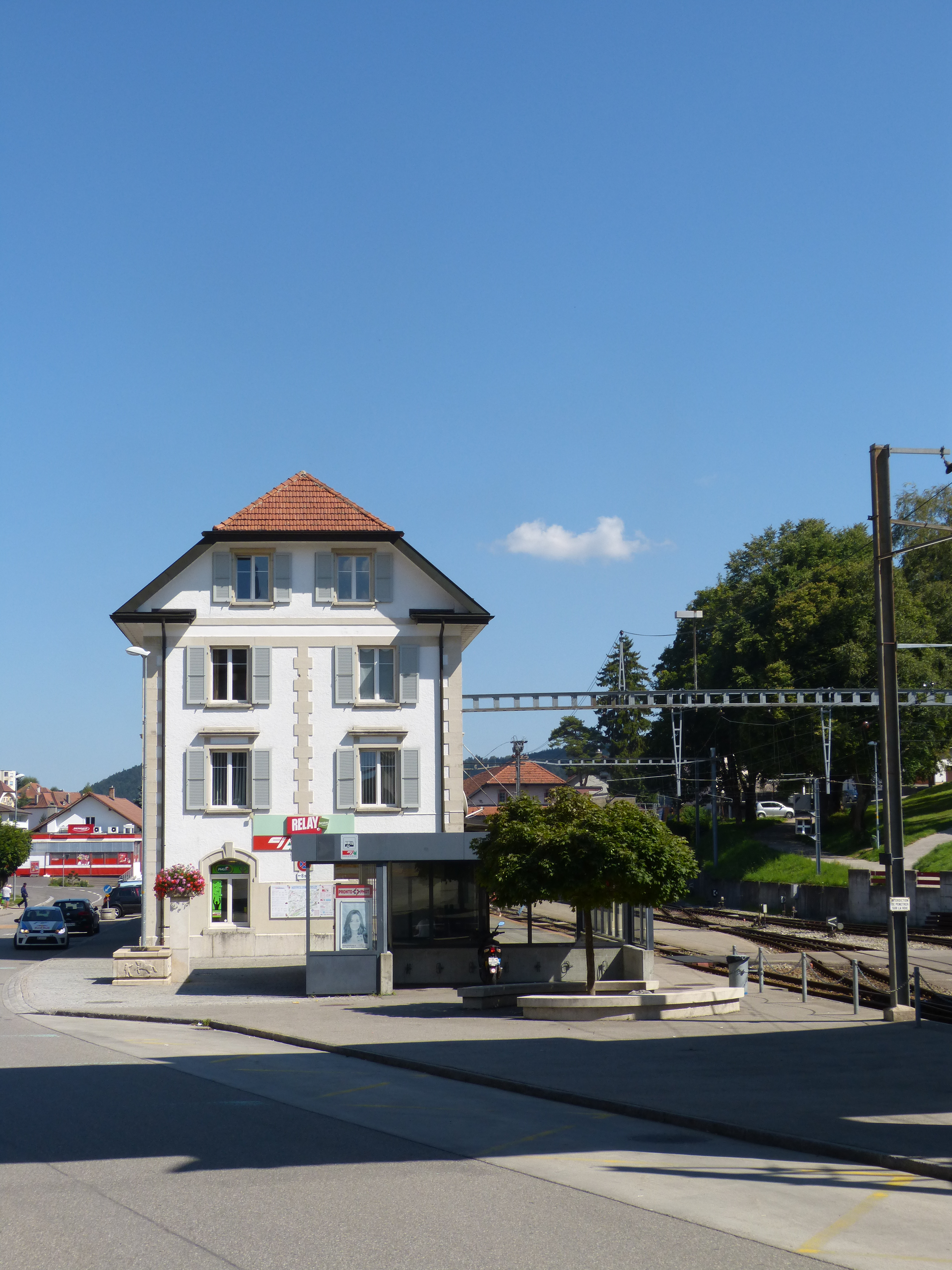
La stazione di Tramelan

Tramelan è servito dall'omonima stazione e da quella di Les Reussilles sulla ferrovia Tramelan-Le Noirmont.

## Amministrazione
Dal 1952 comune politico e comune patriziale sono uniti nella forma del commune mixte.